# Parma, Michigan
Parma är en ort i Jackson County i delstaten Michigan, USA.